# Liste des peuples de la Gaule belgique

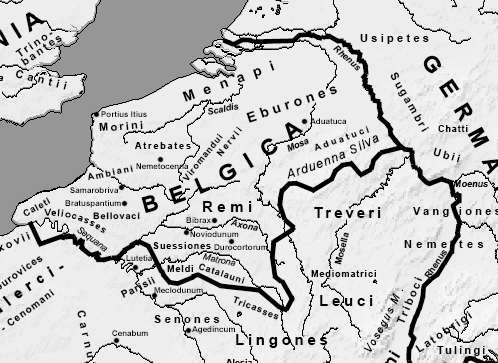
Peuples de Gaule belgique.

Les Belges durant l'Antiquité étaient une multitude de peuples celtiques du nord de la Gaule. Ils sont tous considérés comme Gaulois mais dans certains passages des commentaires de la guerre des Gaules de Jules César, certains d'entre eux pourraient avoir des origines germaniques comme les Éburons.
Le territoire de la Gaule Belgique s'étendait du Rhin à la Marne, ainsi que des côtes littorales de la Manche et de la mer du Nord actuelles, et jusque dans les profondeurs de la forêt des Ardennes. Pendant la conquête de la Gaule, (de 58 à 50 av. J.-C.), la Belgique est envahie par les Romains et est vaincue lors de combats et de massacres qui durent de 4 à 5 ans (58/57 à 53 av. J.-C.) Les Belges résistent et remportent même une grande victoire lors de la bataille d'Aduatuca en octobre 54 av. J.-C. grâce à Ambiorix, un chef gaulois belge qui dirige à l'époque la tribu des Éburons et élabore une ruse avec succès. Malgré la résistance spectaculaire des tribus belges qui s'allient contre Jules César, ceux-ci se font battre, se soumettent et capitulent devant Rome en 53 av. J.-C.
Des oppida celtiques en Belgique ont été découverts, comme celui du Cheslé en 1960 ; on estime que celui-ci était habité entre le VIIe ou VIIIe siècle av. J.-C., jusqu'au VIIe siècle de notre ère et qu'il aurait disparu lors de l'invasion franque.

## Présentation
|                               | Localisation                                                                            | Chef-lieu                                                                         | Langue                      |
| ----------------------------- | --------------------------------------------------------------------------------------- | --------------------------------------------------------------------------------- | --------------------------- |
| Aduatuques                    | Entre le Rhin, la Meuse, la forêt Charbonnière et l'Ardenne                             |                                                                                   | Germanique,                 |
| Ambiens                       | Ouest du département de la Somme                                                        | Samarobriva (Amiens)                                                              | Celtique                    |
| Atrébates                     | Artois                                                                                  | Nemetocenna puis Nemetacum (Arras)                                                | Celtique,                   |
| Bellovaques                   | Ouest du département de l'Oise                                                          | Caesaromagus (Beauvais)                                                           | Celtique                    |
| Calètes                       | Nord-ouest du département de Seine-Maritime                                             | Juliobona (Lillebonne)                                                            | Celtique                    |
| Catalaunes                    | de la Marne à l'Aisne, clients des Rèmes                                                | Catalaunum, oppidum de la Cheppe                                                  | Celtique                    |
| Catuslogi ou pagus Catuslougo | Vallée de la Bresle. Peuple client des Bellovaques. Dépendant de la civitas des Ambiens | Briga (Eu)                                                                        |                             |
| Caeroesi                      |                                                                                         |                                                                                   | Germanique                  |
| Ceutrons                      |                                                                                         |                                                                                   | Celtique                    |
| Condruses                     | Condroz                                                                                 |                                                                                   | Germanique,                 |
| Éburons ou Tongres            | Province de Limbourg, province de Liège                                                 | Aduatuca (Tongres)                                                                | Germanique,                 |
| Geidumnes                     |                                                                                         | Jodoigne                                                                          | Celtique                    |
| Leuques                       |                                                                                         | Nasium (Naix) et Tullum Leucorum (Toul)                                           | Celtique                    |
| Lévaques                      |                                                                                         |                                                                                   | Celtique                    |
| Médiomatrices                 | département de la Moselle                                                               | Divodurum Mediomatricorum (Metz)                                                  | Celtique                    |
| Meldes                        | partie du département de Seine-et-Marne                                                 | Iatinum (Meaux)                                                                   | Celtique                    |
| Ménapiens ou Ménapes          | Côtes de la mer du Nord, jusque l'Escaut                                                | Castellum Menapiorum (Cassel)                                                     | Celtique ou autre           |
| Morins                        | Entre l'Escaut et la Canche, bassin de l'Yser                                           | Taruenna ou Tarvenna (Thérouanne)                                                 | Celtique,                   |
| Nerviens                      | Hainaut, Brabant, province d'Anvers                                                     | Bagacum Nerviorum (Bavay) puis Camaracum (Cambrai)                                | Germanique, et celtique     |
| Pémanes                       | Famenne                                                                                 |                                                                                   | Germanique ou autre         |
| Pleumoxii                     |                                                                                         |                                                                                   | Celtique                    |
| Rèmes                         | Approximativement, départements actuels de la Marne et des Ardennes                     | Durocortorum (Reims, capitale de la Gaule belgique)                               | Celtique                    |
| Sègnes                        | Proximité de la rivière Ourthe                                                          | (Sougné-Remouchamps)[réf. nécessaire]                                             | Germanique[réf. nécessaire] |
| Silvanectes                   | secteur de Senlis, Chantilly , Crépy en Valois                                          | Non déterminé; Senlis à partir du Ier siècle                                      | Celtique                    |
| Suessions                     | basse vallée de l'Aisne (département de l'Aisne)                                        | Augusta Suessionum (Soissons)                                                     | Celtique,                   |
| Trévires                      | Luxembourg, Ardenne, nord de la Lorraine vallée de la Moselle                           | Titelberg puis Augusta Treverorum (Trèves)                                        | Celtique ou germanique      |
| Véliocasses                   | Basse vallée de la Seine (sud du département de Seine-Maritime)                         | Rotomagus (Rouen)                                                                 | Celtique                    |
| Viromanduens                  | haute vallée de la Somme (parties des départements de l'Aisne et de la Somme)           | Vermand (?) puis Augusta Viromanduorum (Saint-Quentin), puis Viromandis - Vermand | Celtique                    |